# Arroyo Sarandí (Arroyo Yacuy, Salto)
El arroyo Sarandí es un curso de agua uruguayo, ubicado en el departamento de Salto, perteneciente a la cuenca hidrográfica del río Uruguay.
Nace en la Cuchilla de Belén, y discurre con rumbo norte hasta desembocar en el arroyo Yacuy.